# Bistum Pagadian
Das Bistum Pagadian (lat.: Dioecesis Pagadianensis) ist eine auf den Philippinen gelegene römisch-katholische Diözese mit Sitz in Pagadian. Es umfasst den nördlichen und östlichen Teil der Provinz Zamboanga del Sur.

## Geschichte
Papst Paul VI. gründete es mit der Apostolischen Konstitution Ut fidelium necessitatibus am 12. November 1971 aus Gebietsabtretungen des Erzbistums Zamboanga, dem es auch als Suffragandiözese unterstellt wurde. Am 24. Januar 1983 wurde es Teil der Kirchenprovinz des Erzbistums Ozamiz.

## Bischöfe von Pagadian
- Jesus Tuquib (24. Februar 1973 – 31. März 1984, dann Koadjutorerzbischof von Cagayan de Oro)
- Antonio Realubin Tobias (14. September 1984 – 28. Mai 1993, dann Bischof von San Fernando de La Union)
- Zacharias Cenita Jimenez (2. Dezember 1994 – 11. Juni 2003, dann Weihbischof in Butuan)
- Emmanuel Treveno Cabajar CSsR (14. Mai 2004 – 22. November 2018)
- Ronald Lunas (22. November 2018 – 2. Januar 2024)
- Ronald Anthony Parco Timoner (seit 2. April 2025)

## Statistik
| Jahr | Bevölkerung | Bevölkerung | Bevölkerung | Priester     | Priester         | Priester       | Priester               | Ständige Diakone | Ordensleute  | Ordensleute      | Pfarreien |
| Jahr | Katholiken  | Einwohner   | %           | Gesamtanzahl | Diözesanpriester | Ordenspriester | Katholiken je Priester | Ständige Diakone | Ordensbrüder | Ordensschwestern | Pfarreien |
| ---- | ----------- | ----------- | ----------- | ------------ | ---------------- | -------------- | ---------------------- | ---------------- | ------------ | ---------------- | --------- |
| 1980 | 386.500     | 436.100     | 88,6        | 27           | 10               | 17             | 14.314                 |                  | 17           | 22               | 15        |
| 1990 | 408.937     | 564.000     | 72,5        | 33           | 24               | 9              | 12.392                 |                  | 9            | 39               | 18        |
| 2000 | 668.000     | 803.000     | 83,2        | 35           | 35               |                | 19.085                 |                  | 1            | 48               | 24        |
| 2004 | 797.000     | 992.000     | 80,3        | 43           | 36               | 7              | 18.534                 |                  | 8            | 53               | 24        |
| 2013 | 943.000     | 1173.000    | 80,4        | 52           | 44               | 8              | 18.134                 |                  | 12           | 42               | 24        |
| 2016 | 993.000     | 1.236.000   | 80,3        | 51           | 41               | 10             | 19.470                 |                  | 17           | 56               | 24        |